# Matías Nani
Matías Germán Nani, né le 26 mars 1998, est un footballeur argentin qui évolue au poste de défenseur central pour Al-Sailiya SC, en prêt d'Al-Gharafa SC.

## Biographie

### Carrière en club
Nani évolue dans les académies d'Argentinos Juniors et de Lanús, figurant avec ces derniers dans la Copa Libertadores des moins de 20 ans 2016 organisée au Paraguay,. En 2017, la Roma en Serie A fait signer Nani.  
Il fait ses débuts officieux pour le club lors d'une victoire amicale de pré-saison contre le Pinzolo Campiglio, le 11 juillet 2017, avant de jouer à nouveau quelques jours plus tard, contre le 1. FC Slovácko. Le mois suivant, le 16 août, Nani est prêté à Temperley en Primera División argentine. Il fait ses débuts professionnels plus d'une semaine après, avec une défaite à domicile contre River Plate. Il joue quinze fois pour River en 2017-2018.
Le 11 juillet 2018, Nani est prêté au Club Atlético Belgrano. Ses premières apparitions ont lieu au mois d'octobre suivant, contre Banfield et Vélez Sarsfield, amassant un total de neuf matchs pour la formation basée à Córdoba, alors qu'ils finissent la saison relégués en Primera B Nacional. En juillet 2019, Nani part pour une troisième fois en prêt dans son pays natal, après avoir conclu un accord avec les promus du Central Córdoba.
Annoncé notamment au Cagliari ou à l'AEK Athènes alors que son contrat à Rome arrive à son terme, il rejoint finalement le Club Atlético Unión de Santa Fe, devenant rapidement un joueur régulier en Coupe de la Ligue, la compétition alternative au championnat créée en Argentine pendant le covid.

### Carrière internationale
Nani représente l'équipe d'Argentine des moins de 20 ans au tournoi COTIF 2016 en Espagne. Il y glane deux sélections, contre le Venezuela en demi-finale, et contre l'Espagne en finale; recevant un carton rouge lors de la défaite 3–1,. 